# گمینا گوشچیرادوو
گمینا گوشچیرادوو (به لهستانی:  Gmina Gościeradów) یک گمینا در لهستان است که در شهرستان کراشنگک واقع شده‌است. گمینا گوشچیرادوو ۱۵۸٫۵۶ کیلومتر مربع مساحت و ۷٬۴۰۰ نفر جمعیت دارد.